# 53 Aquarii
53 Aquarii (53 Aqr / HD 212698 / HIP 110778) es una estrella binaria en la constelación de Acuario situada a 66 años luz del sistema solar.
Visualmente se localiza al este de Deneb Algedi (δ Capricorni) y al oeste de Skat (δ Aquarii).

## Características
Las dos componentes del sistema son «análogos solares», enanas amarillas semejantes al Sol cuyas respectivas magnitudes aparentes son +6,3 y +6,6.
La estrella más brillante, denominada 53 Aquarii A, tiene tipo espectral G1V y una temperatura superficial de 5830 K.
Brilla con una luminosidad un 7% mayor que la luminosidad solar y su radio es apenas un 2% más grande que el del Sol.
La otra componente, 53 Aquarii B, tiene tipo espectral G2V y una temperatura de 5790 K, solo 10 K más alta que la del Sol.
Con el 98% de la luminosidad del Sol, su radio es 1% más pequeño que el radio solar.
La masa de cada una de las estrellas es casi igual a la masa solar y la edad del sistema se estima en 5500 millones de años, algo más elevada que la del Sol, cuya edad aproximada es de 4600 millones de años.
Sin embargo, su metalicidad es algo inferior a la solar ([Fe/H] = -0,13).
Una notable diferencia con nuestra estrella es la velocidad de rotación de ambas estrellas; a diferencia del Sol, que completa un giro sobre sí mismo cada 25 días, las componentes de 53 Aquarii lo hacen en solo 4 días, lo que implica una velocidad de rotación mucho más alta.

## Parámetros orbitales
El plano orbital del sistema se halla inclinado 44° respecto al observador terrestre.
El período orbital del sistema es de 3500 años y, aunque la separación media entre las dos componentes es de 300 UA, la notable excentricidad de la órbita hace que la separación varíe entre 575 y 30 UA.
En 2023 las dos componentes se encontrarán en el periastro (separación mínima entre ellas).